# Місячне молоко

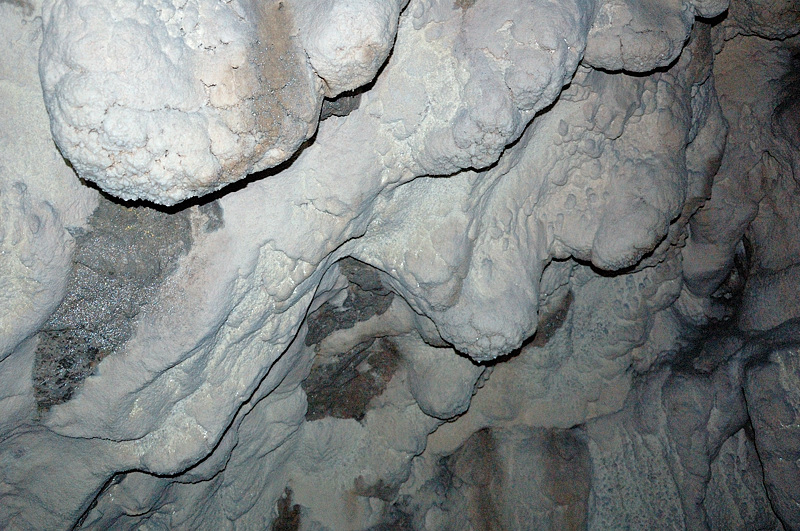
Місячне молоко

Мі́сячне молоко́ (нім. Mondmilch) — в'язка вапнякова маса, насичена водою. Спостерігається на стінках деяких печер і карстових колодязів, особливо в горах, де повітря у підземних порожнинах холодне. 

## Де трапляється
- Зокрема, в печерних комплексах гірського масиву Арба, що у Франції.
- В Україні трапляється у печерах Тернопілля. Є в печері «Вертеба» (одна з найбільших у Європі, довжина її підземних ходів — 7820 м).